# Otto Erich Hartleben

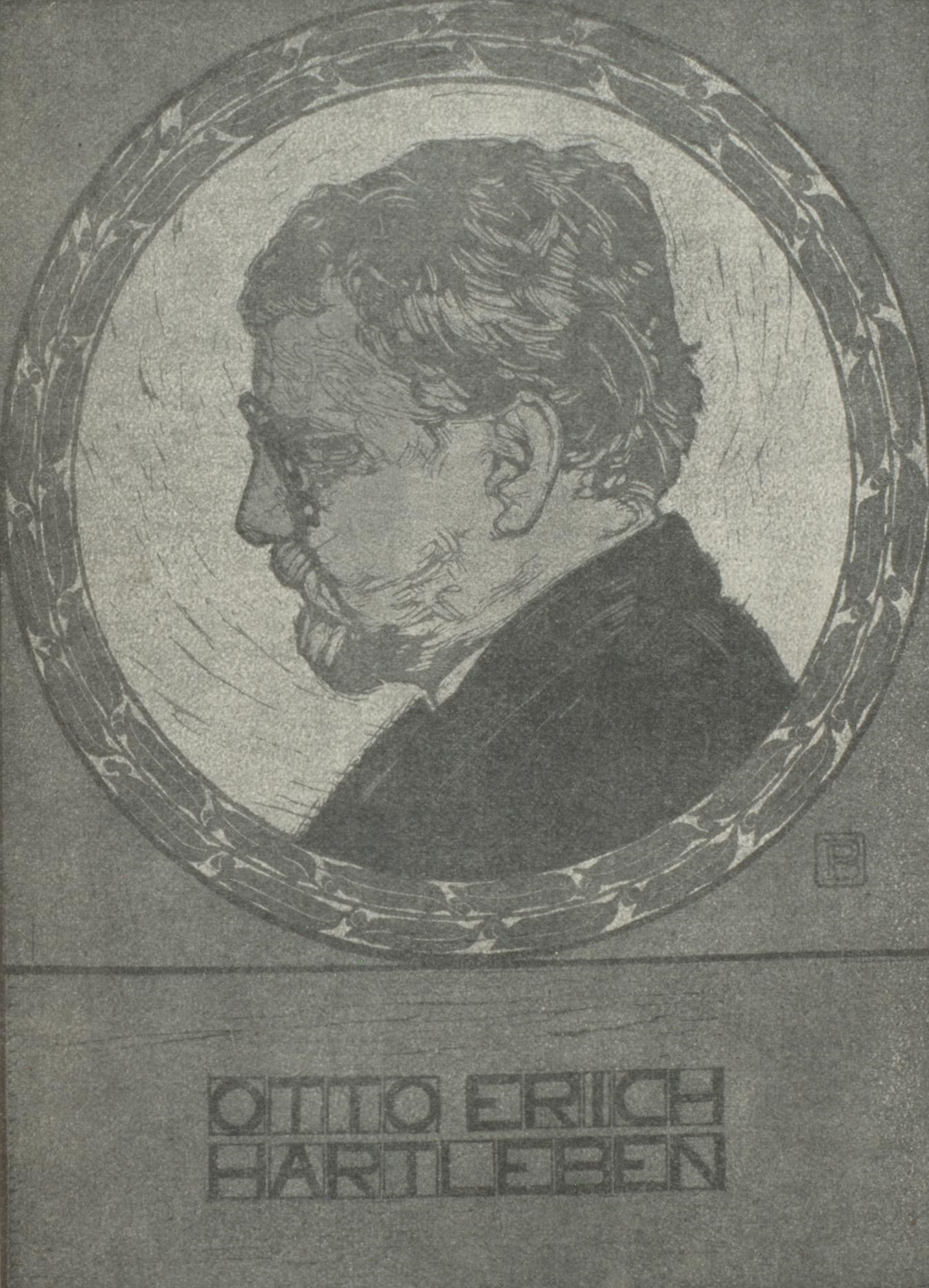
Peter Behrens: Otto Erich Hartleben

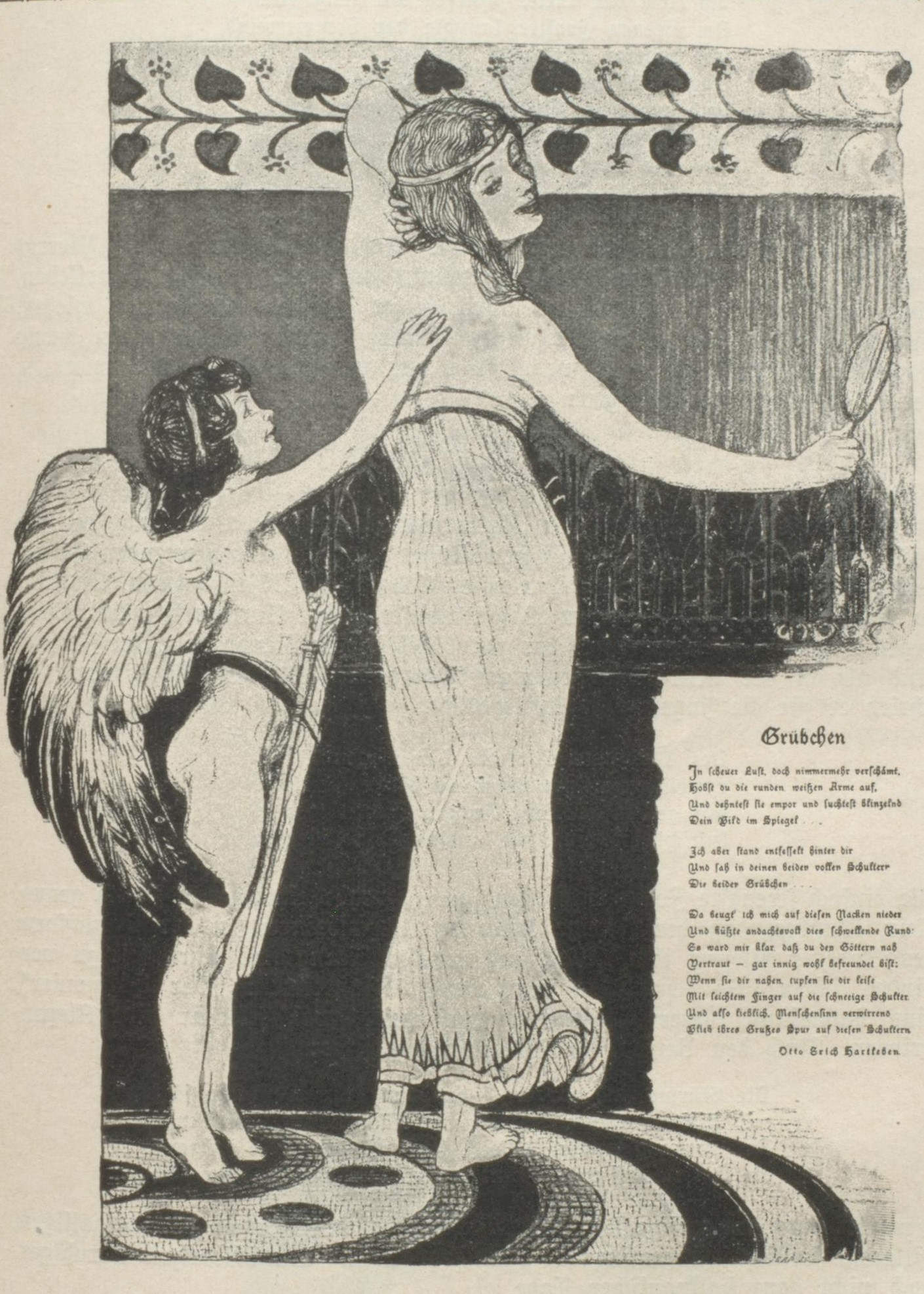
Angelo Jank Illustration zu Grübchen, in: Simplicissimus (1896)

Otto Erich Hartleben (* 3. Juni 1864 in Clausthal; † 11. Februar 1905 in Salò am Gardasee) war ein deutscher Schriftsteller. Zu Lebzeiten besonders als Dramatiker ungeheuer populär, kursierten zahlreiche Anekdoten um seine Person. Sein zunächst dem Naturalismus verpflichtetes Œuvre ist überschaubar; es wurde postum in drei Bänden veröffentlicht. Er schrieb mitunter auch unter dem Pseudonym Otto Erich.

## Leben
Otto Erich Hartleben wurde nach dem Tod seiner Eltern, Elwine geb. Angerstein (1838–1876) und Hermann Hartleben (1829–1879), früh Waise und lebte danach mit seinen fünf Geschwistern bei seinem Großvater Senator Eduard Angerstein (1805–1893) in Hannover. Von Herbst 1879 bis 1881 wurde er zur Erziehung nach Jever zu einem Freund seines verstorbenen Vaters, dem Gymnasialdirektor Ernst Ramdohr, geschickt, der dem aufsässigen Jugendlichen neben Schach und Bier auch Bücher, vor allem Gedichte von August Graf von Platen, nahebrachte. 1885 bestand Hartleben in Celle das Abitur und studierte ab 1886 ohne besonderes Interesse Rechtswissenschaften an den Universitäten von Leipzig und Berlin.
Zu seinen Jugendfreunden in Hannover zählten Karl Henckell, Arthur Gutheil und der spätere Großindustrielle und Politiker Alfred Hugenberg, mit denen er 1886 den Gedichtband Quartett herausgab. Zu Hartlebens studentischen Bekanntschaften in Leipzig gehörten Hermann Conradi und Adolf Bartels. 1889 wurde er Gerichtsreferendar in Stolberg (Harz) und Magdeburg, gab seine Juristenlaufbahn aber bald auf: „Dann kam ich nach Magdeburg an die Strafkammer und da gings nicht mehr. Da hatt ich den Jammer, daß ich mit den Leuten auf der Anklagebank fast täglich lieber zu Abend gegessen hätte als mit meinen Collegen – auf die Dauer hätten das die einen den anderen übelgenommen“ (Autobiografie). Ab 1890 lebte er als freier Schriftsteller in Berlin. Nach dem Tod seines Großvaters 1893 erbte Hartleben 80.000 Mark (inflationsbereinigt in heutiger Währung: rund 673.000 Euro) und heiratete am 2. Dezember seine langjährige Lebensgefährtin, die ehemalige Kellnerin Selma Hesse, genannt „Moppchen“.

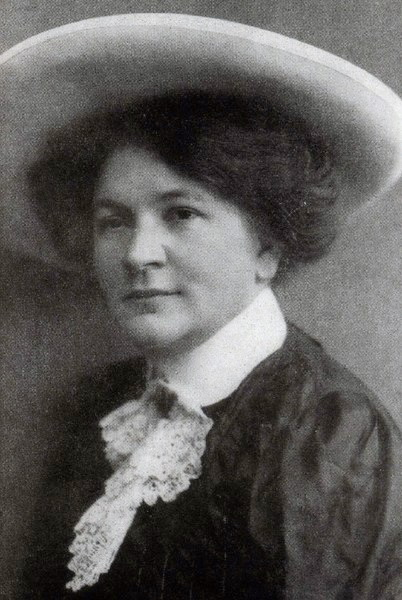
Ellen Birr (1909)

Ein durchschlagender Erfolg wurde 1900 seine Offizierstragödie Rosenmontag, die das Scheitern einer Liebe zwischen einem einfachen Mädchen und einem Leutnant aus alter Offiziersfamilie zum Thema hat. Von den Einnahmen kaufte er sich die Villa Halkyone in Salò am Gardasee, in der er ab 1903 mit seiner Geliebten Ellen Birr lebte. Dort stiftete er 1903 die „Halkyonische Akademie für unangewandte Wissenschaften zu Salò“, der u. a. Alf Bachmann, Peter Behrens, Otto Julius Bierbaum, Franz Blei, Gerhart Hauptmann, Alfred Kubin, Ferdinand Pfohl, Emil Orlik und Heinrich Simon angehörten und deren Satzung in zwei Paragraphen festgelegt wurde: „§ 1. Die Zugehörigkeit zur Halkyonischen Akademie bringt weder Pflichten noch Rechte mit sich. § 2. Alles Übrige regelt sich im Geiste halkyonischer Gemeinschaft.“ Zum kulturgeschichtlichen Hintergrund siehe Halkyonische Tage.
Im literarischen Leben um die Jahrhundertwende hat sich Hartleben vor allem als Gründer und Mitglied zahlreicher Künstler-Stammtische und literarischer Vereine einen legendären Ruf erworben: Noch als Gymnasiast in Celle rief er um 1885 die B.B.B.V. (Bairisch-Böhmische-Bier-Vetterschaft) in Hannover ins Leben, gründete um 1890 in Magdeburg den Menschenclub, um 1891 in Berlin den Karlsbader-Idealisten-Club, ebenfalls in Berlin um 1896 den Verbrechertisch, wirkte am Berliner Naturalistenverein Durch mit, am Verein Freie Bühne (Berlin), an der Freien litterarischen Gesellschaft (Berlin), war Teilnehmer des Leipziger Augurenkollegs und nahm regen Anteil am Friedrichshagener Dichterkreis.

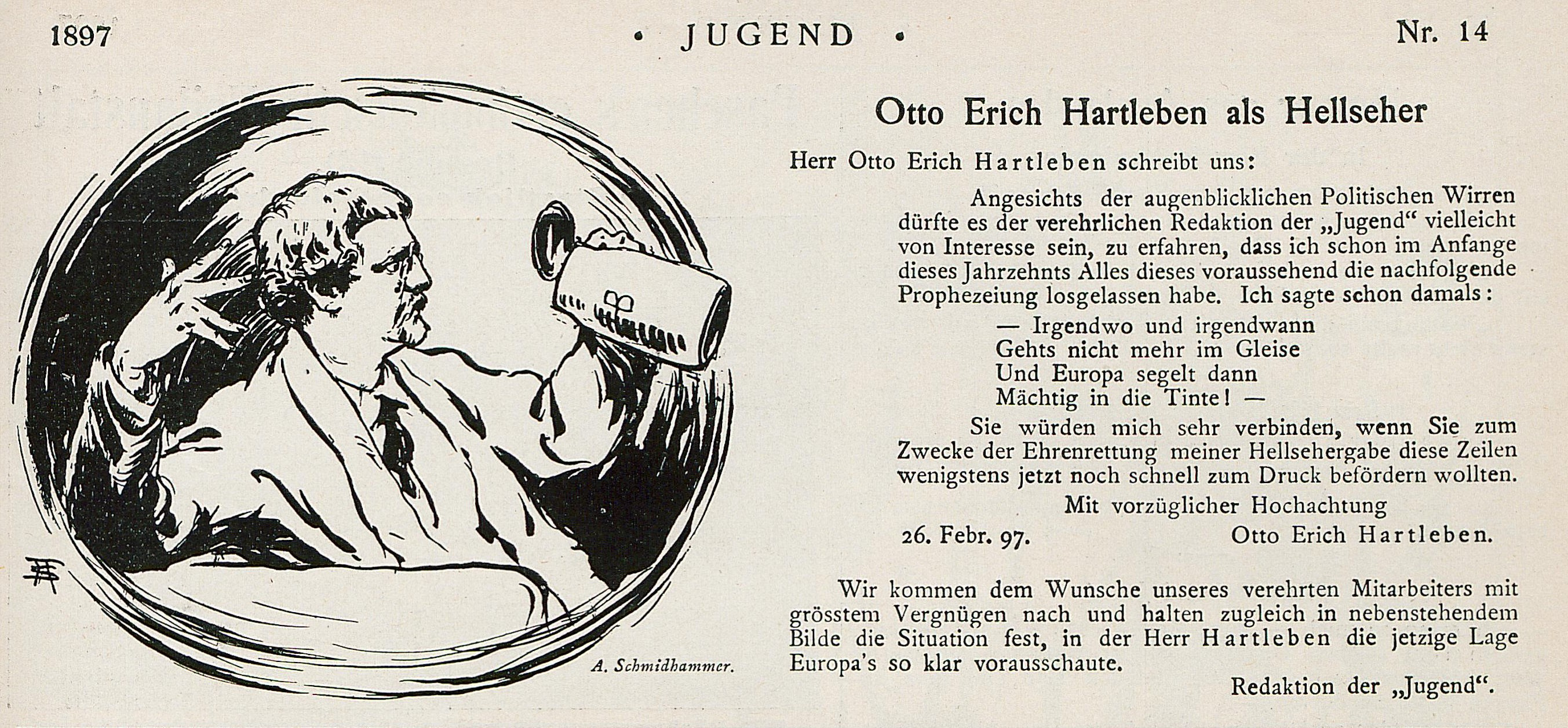
A. Schmidhammer Otto Erich Hartleben als Hellseher, in: Jugend (1897)

Daneben war er von Juli 1897 bis März 1900 Mitherausgeber der wöchentlich erscheinenden Literaturzeitschrift Magazin für Litteratur (zusammen mit Rudolf Steiner). Beiträge von ihm erschienen zudem in der Jugend.
Eine seiner bekanntesten Figuren war der „Serenissimus“, ein vertrottelter Duodezfürst eines imaginären Zwergstaates.

## Vertonungen
Seine Werke sind heute nahezu vergessen. Lediglich seine sehr freie Übertragung des Pierrot Lunaire von Albert Giraud wird im Zusammenhang mit der Vertonung von Arnold Schönberg immer wieder genannt und ist 2005 neu erschienen. Die erste Buchausgabe von 1893 hat gegenüber dem ersten Druck von 1892 zwei vom Übersetzer eingeschmuggelte Gedichte, die nicht auf den belgischen Dichter zurückgehen. Franz Blei veranlasste 1911 einen Neudruck mit vier Musikstücken von Otto Vrieslander, in dem wiederum ein Gedicht zu finden ist, das weder von Hartleben noch von Giraud stammt.
Ferdinand Pfohl vertonte schon im Jahr 1891, also schon vor der ersten Drucklegung von Hartlebens Übersetzungen, fünf der „phantastischen Szenen“ seines Freundes Hartleben als „Mondrondels“. Weitere Vertonungen des Gedicht-Zyklus sind von Max Marschalk (zwei Rondels, gesungen bei der Otto-Erich-Hartleben-Gedenkfeier 1905) und Max Kowalski (sechs Gedichte, Opus 4, 1913). Hartleben selbst hielt diese Gedichtfolge stets für seine gelungenste Arbeit.
Gedichtvertonungen gibt es ferner von Max Reger, Alma Mahler-Werfel und Alban Berg.

## Auszeichnungen und Ehrungen

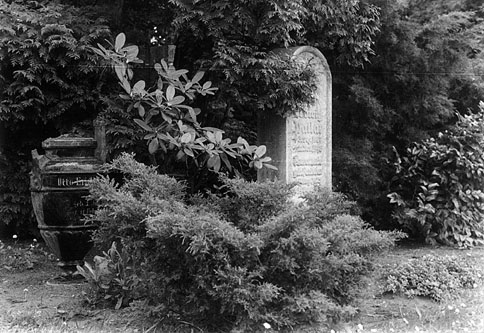
Familiengrab Pallat, Göttingen, um 1985 aufgenommen mit der mittlerweile verschwundenen OEH-Urne

Im Jahr 1902 erhielt er den Franz-Grillparzer-Preis für Rosenmontag.
Die Otto-Erich-Straße in Berlin-Wannsee wurde auf Initiative von Ludwig Pallat nach ihm benannt. Eine weitere Otto-Erich-Straße findet sich im benachbarten Potsdam. In Clausthal gibt es einen vermutlich nach ihm benannten Hartleben-Weg. Im Jahr 1933 wurde in Wien-Donaustadt die Hartlebengasse nach ihm benannt. Eine Hartlebenstraße gibt es ebenfalls in Berlin-Friedrichshagen, dem Wirkungsort des Friedrichshagener Dichterkreises, dem Hartleben zugerechnet wird.

## Werke (Auswahl)

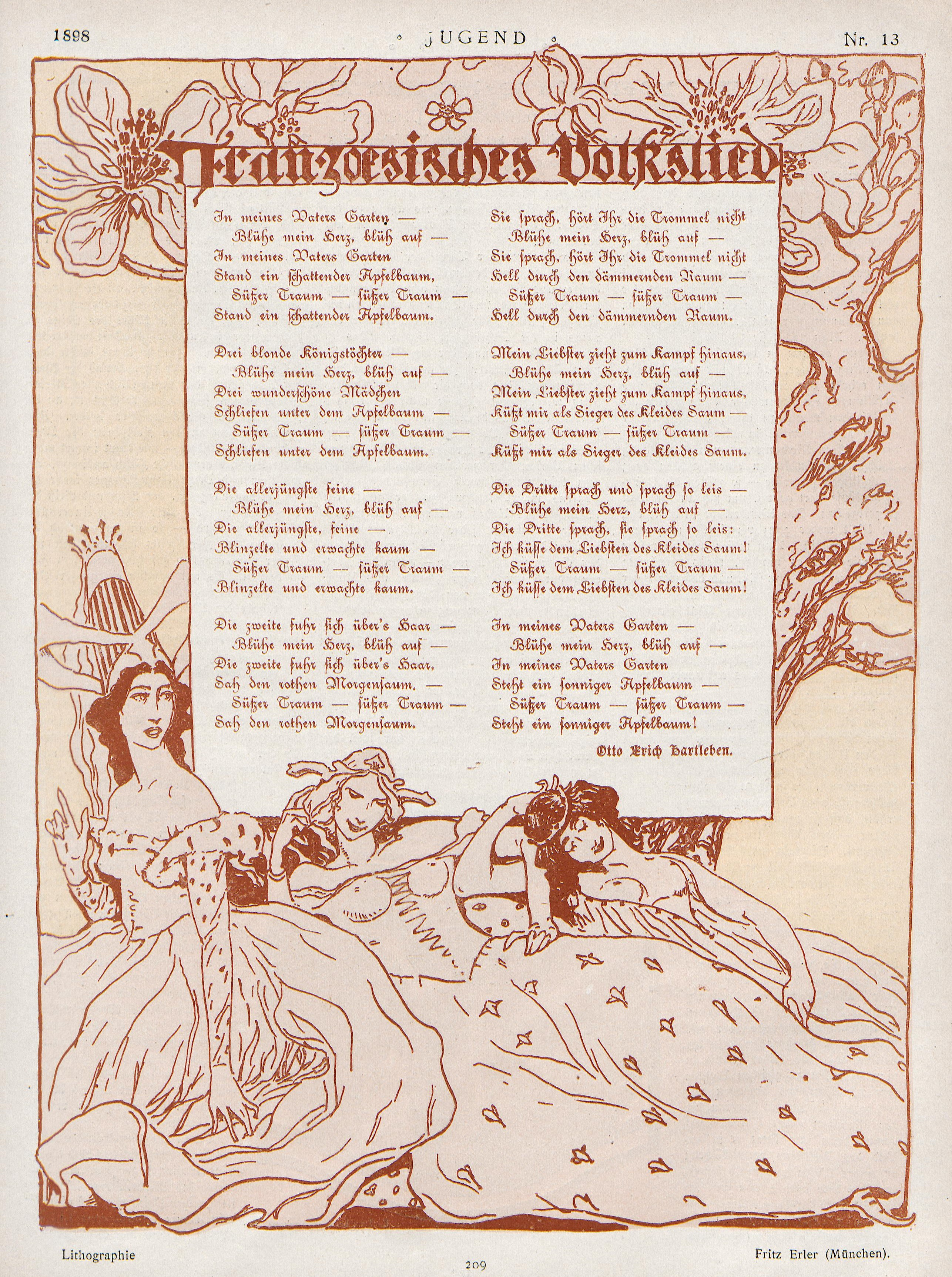
Fritz Erler Illustration zu Französisches Volkslied, in: Jugend (1898)

- Studenten-Tagebuch 1885–1886. Zürich 1886
- Zwei verschiedene Geschichten. Leipzig, Berlin, 1887
- Der Frosch. Familiendrama in einem Act nach Henrik Ipse. Parodie, 1889
- Angele. Komödie, 1891; Textarchiv – Internet Archive.
- Die Serényi. Erzählungen, 1891 (Neuauflage von Zwei verschiedene Geschichten)
- Die Erziehung zur Ehe. Komödie, 1893; Textarchiv – Internet Archive.
- Hanna Jagert. Komödie, 1893; Textarchiv – Internet Archive.
- Die Geschichte vom abgerissenen Knopfe. Erzählungen, 1893; München 1969; Textarchiv – Internet Archive.
- Ein Ehrenwort. Schauspiel, 1894
- Meine Verse. Gedichte, 1895; Textarchiv – Internet Archive.
- Vom gastfreien Pastor. Erzählungen, 1895; Textarchiv – Internet Archive.
- Die sittliche Forderung. Comödie in einem Act. 1897. textgridrep.org
- Der römische Maler. Novelle, 1898. Digitalisat
- Ein wahrhaft guter Mensch. Komödie, 1899
- Die Befreiten. Einakterzyklus, 1899
- Rosenmontag. Eine Offiziers-Tragödie in fünf Acten. 1900. Digitalisat
- Von reifen Früchten. Meine Verse, zweiter Teil. Gedichte, 1902; Textarchiv – Internet Archive.
- Der Halkyonier. Ein Buch Schlußreime. 1904; archive.org.
- Liebe kleine Mama. Erzählungen, 1904
- Diogenes. Szenen einer Komödie in Versen. 1905
- Im grünen Baum zur Nachtigall. Studentenstück, 1905
- Das Ehefest. Novellen, Wien 1906; archive.org.
- Tagebuch. Fragment eines Lebens. München 1906. Digitalisat
- Ausgewählte Werke. 3 Bände (Gedichte – Prosa – Dramen), Berlin 1909
- Aphorismen. Innsbruck 1920; Salò 1938

## Übersetzungen
- Albert Giraud: Pierrot Lunaire. [Rondels.] Berlin, Der Verlag Deutscher Phantasten 1893 (die „Rondels“ erschienen zuerst 1892 „autographiert“ in einer Auflage von 60 Exemplaren).
- Amalie Skram: Agnete. Drama in drei Acten. Für die deutsche Bühne bearbeitet von Therese Krüger und OEH. Berlin 1895.
- Maurice Maeterlinck: Der Ungebetene. Berlin 1898
- Enrico Annibale Butti: Lucifer. Drama in vier Acten (gemeinsam mit Ottomar Piltz). Berlin 1904
- Albert Giraud, Otto Erich Hartleben: Pierrot Lunaire. Hrsg. und mit einem Nachw. vers. von Eckhard Fürlus. Aisthesis Verlag, Bielefeld 2005.

## Briefe
- Briefe an seine Frau 1887–1905. Hrsg. und eingeleitet von Franz Ferdinand Heitmueller. Fischer, Berlin 1908 (= Briefe, 1).
- Briefe an Freunde. Hrsg. und eingeleitet von Franz Ferdinand Heitmueller. Fischer, Berlin 1912 (= Briefe, 2).
- Briefe an seine Freundin. Hrsg. und eingeleitet von Fred B. Hardt. Reißner, Dresden 1910.
- Briefe an den Großvater. 1879–1893. Ohne Ort und Jahr [Berlin um 1960?] (Privatdruck. Maschinenschriftliche Abschriften).
- Aus dem Leben eines Satyrs. Otto Erich Hartleben: Briefe an Heinrich Rickert. Hrsg. von Wolfgang Rasch. Luttertaler Händedruck, Bargfeld 1997, ISBN 3-928779-17-6.

## Verfilmungen
- 1930: Rosenmontag, Regie Hans Steinhoff; Neuverfilmung (1955) mit Willy Birgel als Darsteller und Regisseur
- 1942: Sommerliebe, Regie Erich Engel